# ハロー・グッバイ+春なのに
『ハロー・グッバイ+春なのに』（ハロー・グッバイ・プラス・はるなのに）は、2013年11月13日に発売された柏原芳恵の2枚組企画アルバム。ユニバーサルミュージックが、所属アーティストの代表的なアルバムを2枚1組にして1枚分の安価で発売する企画【2 for 1シリーズ】の中の一作品。3rdアルバム『ハロー・グッバイ』と、6thアルバム『春なのに』がセットになっている。

## 収録曲

### ハロー・グッバイ
1. ハロー・グッバイ
2. 迷い子天使
3. 夢見てセクシー
4. ひとりごと
5. 頬ぬらす涙
6. 突然の出来事
7. 青の時代
8. 恋はマシュマロ
9. とまどいブラディ・メアリー
10. 涙のシャンソン

### 春なのに
1. ボギーボビーの赤いバラ
2. あした天気になれ
3. わかれうた
4. 海よ
5. ダイヤル117
6. バス通り
7. 渚便り
8. 髪
9. 春なのに
10. 夜曲